# NGC 383
NGC 383 je galaksija u zviježđu Ribe.

## Vanjske poveznice
- SEDS: NGC 383